# Фегей
Фегей (Фегий; др.-греч. Φηγεύς, лат. Phegeus) — персонаж древнегреческой мифологии. Сын Алфея. Царь Псофиды в Аркадии. Ранее город назывался Эриманф, переименован в Фегию. Очистил от скверны Алкмеона и выдал за него свою дочь Арсиною, но позже приказал убить его, когда Алкмеон взял вторую жену. Сыновья его Проной и Агенор убили Алкмеона. По другим источникам, сыновей звали Темен и Аксион. По одной из версий, убил дочь своей дочери Алфесибеи. По другой версии, убил своего зятя Еврипила.
Позднее был убит сыновьями Алкмеона вместе с женой.